# Halia (langue)
Pour l’article homonyme, voir Halia.
Le halia (ou tasi) est une des langues de Nouvelle-Irlande, parlée par 20 000 locuteurs dans la province de Bougainville, sur la côte est de Buka et sur la péninsule de Selau ainsi que sur les îles Carteret. Il comporte les dialectes : Hanahan, Hangan, Touloun (Tulon, Tulun) et Selau. Darrell Tryon le déclare différent du takuu (en) à Nukuria et du luangiua parlé à Ontong Java dans les îles Salomon. Ses locuteurs sont en contact avec le luangiua. Il se distingue également du dialecte tulu du tulu-bohuai dans la province de Manus. C'est une langue SVO.